# Aïn Larbi
Aïn Larbi anciennement appelé Gounod (d'après le nom du compositeur français Charles Gounod) est une commune de la wilaya de Guelma en Algérie.